# Марина Ћосић
Марина Ћосић (Београд, 30. август 1995) српска је глумица.

## Биографија
Као тинејџерка, глумом се бавила у Студију глуме Маска. Глуму је дипломирала на Факултету драмских уметности у Београду, у класи Срђана Карановића. Прву улогу остварила је у криминалистичкој ТВ серији Убице мог оца, где је тумачила лик убијене Милице Деспотовић. Већу популарност стекла је улогом Софије у сапуници Истине и лажи, коју је напустила након друге сезоне.

### Приватни живот
Њена старија сестра је инфлуенсерка Тамара Ћосић, ауторка блога Лепа сваки дан.
Марина се истог дана, 4. септембра 2020. године, и верила и удала за Николу Мирковића. Том приликом је и своје презиме заменила мужевљевим. Пар је 23. јануара 2021. добио ћерку Софију.

## Улоге

### Позоришне представе
| Наслов                          | Улога    | Редитељ          | Позориште                    | Премијера     |
| ------------------------------- | -------- | ---------------- | ---------------------------- | ------------- |
| Мачка на усијаном лименом крову | Маргарет | Наташа Поплавска | Београдско драмско позориште | 14. јун 2019. |

### Филмографија
| Год.       | Назив                               | Улога                   | Напомена                         |
| ---------- | ----------------------------------- | ----------------------- | -------------------------------- |
| 2010-е     |                                     |                         |                                  |
| 2016—2020. | Убице мог оца                       | Милица Деспотовић       | ТВ серија, 3 еп.                 |
| 2017.      | Зона Замфирова 2: Врати се Зоне     | Калина                  |                                  |
| 2017.      | Сенке над Балканом                  | Коса                    | ТВ серија, 4 еп.                 |
| 2017—2018. | Истине и лажи                       | Софија                  | ТВ серија, главна улога, 245 еп. |
| 2018—2019. | Погрешан човек                      | млада Милена Црнковић   | ТВ серија, 11 еп.                |
| 2019.      | Синђелићи                           | Милица                  | ТВ серија, 18 еп.                |
| 2019.      |                                     | Теа                     | ТВ серија                        |
| 2020-е     |                                     |                         |                                  |
| 2020.      | Ургентни центар                     | Нина                    | ТВ серија, 43 еп.                |
| 2023.      | Сахрана, бижутерија и по који капут | Сара                    |                                  |
| 2023.      | Троје                               | Вера                    |                                  |
| 2023.      | Иза камере                          | Миа, глумица            |                                  |
| 2023—данас | Закопане тајне                      | Вера Пепелчевић Кучинар | ТВ серија, главна улога          |
| 2024.      | 48 сати и један минут               | Наталија Станчић        |                                  |